# Новые Дубровки
Новые Дубровки — село Ковылкинского района Республики Мордовия в составе Мордовско-Вечкенинского сельского поселения. 

## География
Находится на расстоянии примерно 6 километров по прямой на юг-юго-запад от районного центра города Ковылкино.

## Истории
Известно с 1869 года, когда оно было учтено как казенная деревня Наровчатского уезда Пензенской губернии из 30 дворов.

## Население
Постоянное население составляло 127 человек (мордва-мокша 80%) в 2002 году, 122 в 2010 году .